# Vilafant
Vilafant ist eine katalanische Gemeinde in der Provinz Girona im Nordosten Spaniens. Sie liegt etwa drei Kilometer südöstlich von Figueres, dem Hauptort der Comarca Alt Empordà.
Auf dem Gebiet der Gemeinde liegt der Bahnhof Figueres-Vilafant der Schnellfahrstrecke Madrid–Barcelona–Französische Grenze.